# Diyaminauclea zeylanica
Diyaminauclea zeylanica är en måreväxtart som först beskrevs av Joseph Dalton Hooker, och fick sitt nu gällande namn av Colin Ernest Ridsdale. Diyaminauclea zeylanica ingår i släktet Diyaminauclea och familjen måreväxter. Inga underarter finns listade i Catalogue of Life.